# Future Breeze

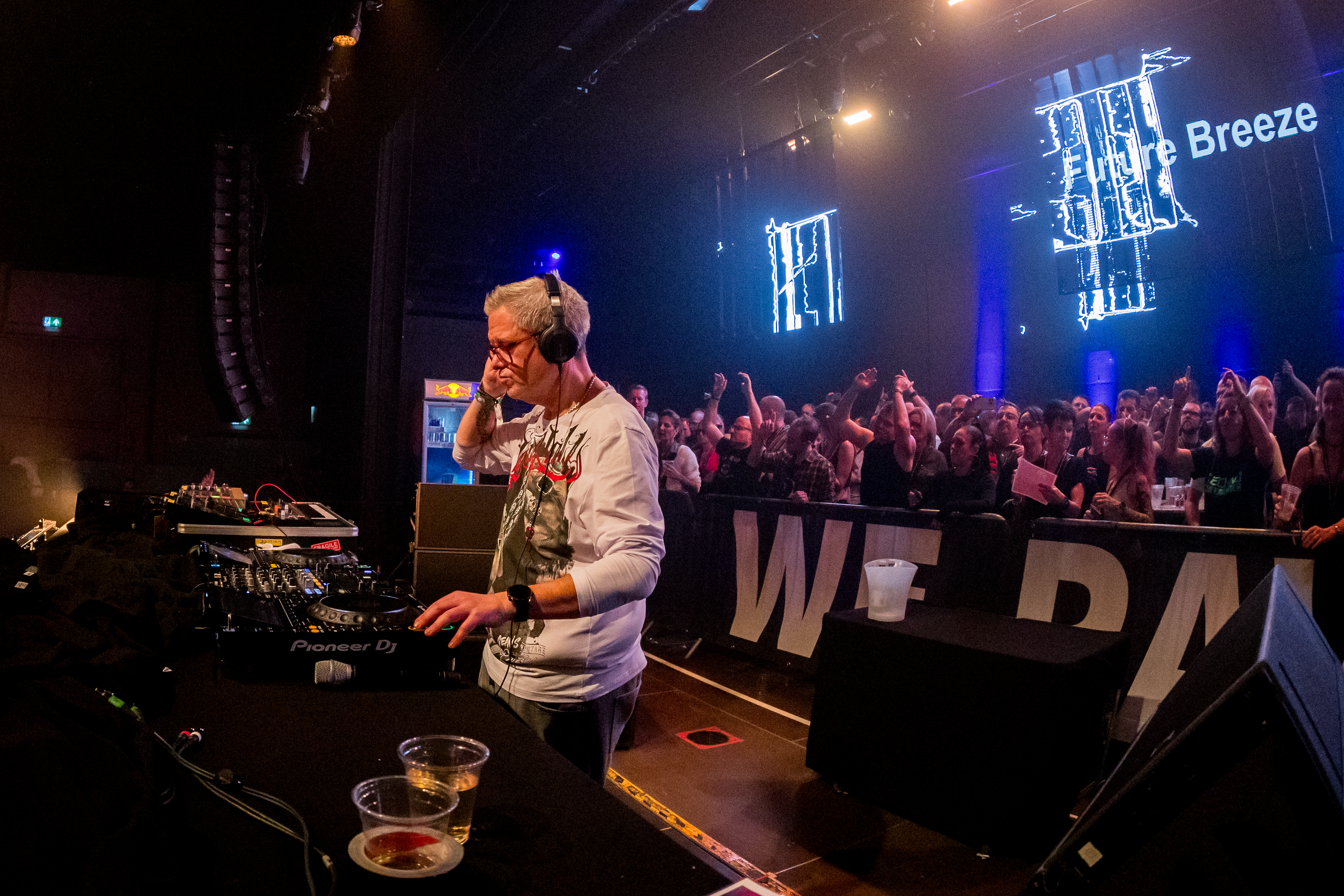
Future Breeze bei Sunshine live „Die 90er – Live on Stage“ (2024)

Future Breeze ist eine deutsche Trance- und Danceformation. Sie wurde Mitte der 1990er Jahre von den beiden DJs und Produzenten Markus Boehme und Martin Hensing in Essen ins Leben gerufen. 1996 hatten sie ihren Durchbruch mit dem Song Why Don’t You Dance with Me. Sie waren bis in die 2000er Jahre hinein international erfolgreich.

## Werdegang
Das Duo erhielt 1995 seinen ersten Plattenvertrag und landete noch im selben Jahr mit der Single Read My Lips einen ersten Achtungserfolg in den Deutschen Dance Charts. Im Jahr darauf gelang den beiden mit der Single Why Don’t You Dance with Me ein internationaler Hit. Weitere Plattenerfolge blieben weitgehend auf den deutschsprachigen Raum beschränkt.
Parallel zu ihren eigenen Aufnahmen fertigten Boehme und Hensing auch eine Reihe von Remixen für andere Künstler an, so den Singlemix für Encore une fois des Musikprojekts Sash!, der 1997 bis auf Platz 2 der britischen Charts stieg.
Zusammen mit den Junkfood Junkies, bestehend aus Bernd Johnen und Michael Mind, bildeten die beiden 2001 die Danceproduktion 4 Clubbers und veröffentlichten unter anderem einen Remix aus dem Dance-Stück Children von Robert Miles. Dieser führte die europäischen Dancecharts an und schaffte es in den deutschen Top 100 auf Platz 39.

## Diskografie

### Alben
- 1997 – Why?
- 2005 – Second Life

### Singles
- 1995 – House
- 1995 – Read My Lips
- 1996 – Why Don’t You Dance with Me
- 1997 – Keep the Fire Burnin’
- 1997 – Why
- 1997 – How Much Can You Take
- 1998 – Another Day
- 1999 – Cruel World
- 2000 – Smile
- 2001 – Mind in Motion
- 2001 – Temple of Dreams
- 2002 – Ocean of Eternity
- 2002 – Heaven Above
- 2004 – Push / Second Life
- 2004 – Out of the Blue
- 2009 – Adagio for Strings
- 2009 – Fade to Grey
- 2010 – Why Don’t You Dance with Me 2010
- 2012 – Animal
- 2019 – Loosing You (mit Mark van der Zanden)
- 2019 – Hymnotic